# Fair Game (película de 2010)
Fair Game (titulada Caza a la espía en España y Poder que mata en Latinoamérica) es una película de 2010 dirigida por Doug Liman y protagonizada por Naomi Watts y Sean Penn. La película está basada en el libro de Valerie Plame, Fair Game: My Life as a Spy, My Betrayal by the White House. Compitió en la selección oficial por la Palma de Oro en el Festival de Cannes de 2010 y ganó el Premio a la libertad de expresión del National Board of Review.

## Trama
En 2003, la agente de la CIA Valerie Plame (Naomi Watts) trabaja para el Departamento contra la proliferación de armas y su nueva misión consiste en investigar el armamento de Irak. Su marido, el diplomático Joseph Wilson (Sean Penn), concluye en uno de sus estudios que es imposible que el uranio enriquecido haya salido de Níger en dirección a Irak sin que el gobierno de Estados Unidos lo sepa. Por ello, cuando el gobierno de Bush le declara la guerra a Irak con esa excusa, decide publicarlo en el New York Times para que todo el mundo sepa que es mentira. Pero, este hecho no le gusta nada al gobierno estadounidense y la vida del matrimonio y la de su familia corre peligro.

## Reparto
- Naomi Watts como Valerie Plame.
- Sean Penn como Joseph Wilson.
- Ty Burrell como Fred.
- Sam Shepard como Sam Plame.
- Bruce McGill como Jim Pavitt.
- Brooke Smith as Diana.
- Khaled El Nabawy como Hamed.

## Producción
La producción se desarrolló en Washington D. C. y en la ciudad de Nueva York. En octubre de 2009 el sitio web de noticias Corona's Coming Attractions publicó una reseña exclusiva realizada por una fuente que había sido invitada a una proyección de prueba de la película. The reviewer gave the rough cut a positive recommendation calling it, "A wonderful human drama with political suspense that should interest anybody no matter how they vote."
La cinta se exhibíó durante el Festival de Cine de Abu Dhabi el 21 de octubre de 2010 donde fue bien acogida por la crítica. Después de la proyección se organizó una sesión de preguntas y respuestas con el director Doug Liman.
Hubo una segunda proyección de prueba en Brisbane, Australia como parte del Festival Internacional de Cine de Brisbane, el 28 de octubre de 2010.
La cinta constituye el tercer trabajo conjunto de Sean Penn y Naomi Watts tras 21 gramos y El asesinato de Richard Nixon.

## Precisión histórica
Ha habido varias disputas en cuanto a la precisión histórica de Fair Game. Dos afirmaciones en la película causaron muy diversas respuestas entre los analistas políticos. La primera es que el viaje de investigación de Joe Wilson a Níger sirvió para desacreditar la afirmación británica que decía que Saddam Hussein había intentado hacía poco obtener uranio de Níger. En noviembre de 2010, en una columna del Washington Post sobre la película, Walter Pincus y Richard Leiby, dos reporteros que habían cubierto la aventura de Plame, escribieron que esta caracterización era precisa. En el National Review, el periodista Clifford May discrepó, escribiendo que, más que desacreditar la cuestión del uranio, el viaje de Wilson y el relato lo habían reforzado en realidad, porque la información más importante que Wilson trajo de su misión en África era la misión de alto nivel de comercio iraquí que había visitado Níger en 1999. En diciembre de 2010, "Washington Post" volvía a discrepar, citando al artículo de 2004 Butler Review, el cual declaraba que la afirmación original hecha por el gobierno británico era precisa. Como respuesta, el periodista David Corn, escribiendo en Mother Jones, dijo que, en oposición al Butler Review, la CIA había declarado en un memorándum privado que la afirmación británica sobre el uranio había sido una exageración.
La segunda alegación que causó controversia en la película fue la sugestión de que el nombre de Plame había sido filtrado a la prensa, y especialmente a Robert Novak, por alguien en la Casa Blanca, como venganza por los comentarios públicos de Wilson sobre la cuestión del uranio. The Washington Post declaró que la fuente de filtración estaba dentro del Departamento Oficial de Estado de Richard Armitage, que en un pasado fue un oponente de la guerra de Irak y así no habría razón para intentar desacreditar a Wilson. (Armitage no es mencionado en "Fair Game", solo es mencionado en los títulos al final de la película) Pincus y Leiby, por otro lado, consideraron que esa parte de la película era precisa. Corn estuvo de acuerdo, escribiendo que, aunque Armitage había sido una fuente para la filtración, podría no haber sido la única fuente, y que Karl Rove podría incluso haber filtrado la información. De todas formas, no hay evidencia alguna de que Karl estuviese involucrado hasta la fecha.
Hubo mayor consenso sobre otros aspectos de la cinta. En la película, Valerie Plame es mostrada trabajando estrechamente, y encubierta, con un grupo de científicos iraquíes hasta que su tapadera es descubierta; se insinúa que los científicos fueron abandonados como resultado. Pincus y Leiby, May y la editorial de Washington Post, todos acaban de acuerdo en que Plame nunca trabajó directamente con los científicos, y que el programa no terminó cuando su nombre fue revelado.